# 仰望U9
仰望U9是比亚迪汽车在其豪华汽车品牌仰望汽车推出的一款电动超级跑车，也是仰望汽车推出的第二款车型，于2023年4月在上海国际汽车工业博览会上亮相。同年4月18日開始在中国境內销售。 仰望U9由德国汽车设计师沃尔夫冈·艾格設計。該款車型的最大續航里程为450公里（CLTC）。